# Dario Brose
Dario Brose (Nueva York, 27 de enero de 1970) es un exfutbolista estadounidense. 
Disputó la Copa Mundial de Fútbol Sub-20 de 1989 en Arabia Saudita con su selección, con la cual obtuvo el cuarto puesto. Además, jugó cuatro partidos internacionales a nivel adulto, y fue parte del equipo olímpico en las olimpiadas de Barcelona 1992.
Disputó en Europa en dos equipos, donde permaneció por muchos años. En 1999 regresó a su país para jugar en 2 clubes. Actualmente, es un entrenador de fútbol.

## Clubes
| Club                 | País           | Año       |
| -------------------- | -------------- | --------- |
| Stade Briochin       | Francia        | 1991-1995 |
| FC Saarbrücken       | Alemania       | 1995-1999 |
| San Jose Earthquakes | Estados Unidos | 1999-2001 |
| Carolina RailHawks   | Estados Unidos | 2007      |